# Johannes XIII. Glykys
Johannes XIII. Glykys (griechisch Ιωάννης ΙΓ΄ Γλυκύς) war Patriarch von Konstantinopel (1315–1319).

## Leben
Johannes war Logothet des Dromos in Konstantinopel. Er war verheiratet und hatte Kinder.
Am 11. Mai 1315 wurde er Patriarch von Konstantinopel. Am 12. Mai 1319 trat er aus gesundheitlichen Gründen zurück und ging in das Kyrissenkloster. Sein Todesjahr ist unbekannt.

## Werke
Johannes ist Autor einer Schrift zur griechischen Syntax mit dem Titel: Περί ορθότητος συντάξεως.